# Tịnh Bắc
Tịnh Bắc là một xã thuộc huyện Sơn Tịnh, tỉnh Quảng Ngãi, Việt Nam.

## Địa lý
Xã Tịnh Bắc có diện tích 8,83 km², dân số năm 1999 là 4.362 người, mật độ dân số đạt 494 người/km².

## Hành chính
Xã Tịnh Bắc được chia thành 3 thôn: Minh Lộc, Minh Mỹ, Minh Xuân.